# やったぜ!天才
『やったぜ!天才』（やったぜ てんさい）は、1972年7月5日から同年9月27日まで日本テレビ系列で放送されていた日本テレビ製作のバラエティ番組である。全13回。放送時間は毎週水曜 19時00分 - 19時26分（日本標準時）。

## 概要
5人の小学生たちが知恵比べをする模様を放送していた子供向け番組で、はしだのりひこ演じる「先生」と子供たちによる「天才教室」という企画を中心に行っていた。他に毎回芸能人がゲスト出演し、はしだとともに先生役を務めていた。
通常は公会堂での公開放送だが、8月は「夏休み」を利用して野外で行った。

## 放送リスト
| 回 | 放送日 （1972年） | サブタイトル                     | ゲスト芸能人               |
| -- | ----------------- | -------------------------------- | -------------------------- |
| 1  | 7月5日            | チーター先生のいっぽんどっこの巻 | 水前寺清子                 |
| 2  | 7月12日           | 橋幸夫の子連れ狼の巻             | 橋幸夫、九重佑三子         |
| 3  | 7月19日           | （サブタイトル無し）             | 水原弘、日吉ミミ           |
| 4  | 7月26日           | （サブタイトル無し）             | 園まり                     |
| 5  | 8月2日            | 夏休み特集・泳ぎ方教えます       | 安倍律子                   |
| 6  | 8月9日            | ちびっこお化け大会               | ピーター、小山ルミ         |
| 7  | 8月16日           | 夏休み特集 祭りだ！踊りだ        | 三田明、五十嵐じゅん       |
| 8  | 8月23日           | 山だ！太陽だよの巻               | 鹿内孝、南州太郎           |
| 9  | 8月30日           | 仲雅美の大チャンバラの巻         | 仲雅美、ゴールデン・ハーフ |
| 10 | 9月6日            | 都はるみのものまねで学ぼうの巻   | 都はるみ、藤圭子、小野栄一 |
| 11 | 9月13日           | 山本リンダのウルトラ体操の巻     | 山本リンダ                 |
| 12 | 9月20日           | 少年ガンマン早射ちの巻           | 黛ジュン                   |
| 13 | 9月27日           | 蛍の光の巻                       | 大信田礼子、笹みどり       |

参考：『読売新聞縮刷版』読売新聞社、1972年7月5日 - 同年9月27日付のラジオ・テレビ欄。
| 日本テレビ系列 水曜 19:00 - 19:26               | 日本テレビ系列 水曜 19:00 - 19:26              | 日本テレビ系列 水曜 19:00 - 19:26                                 |
| 前番組                                          | 番組名                                         | 次番組                                                            |
| ----------------------------------------------- | ---------------------------------------------- | ----------------------------------------------------------------- |
| 奇想天外歌合戦 （1971年7月7日 - 1972年6月28日） | やったぜ!天才 （1972年7月5日 - 1972年9月27日） | アストロガンガー （1972年10月4日 - 1973年3月28日） ※19:00 - 19:30 |